# Pionierbrücke (Münden)

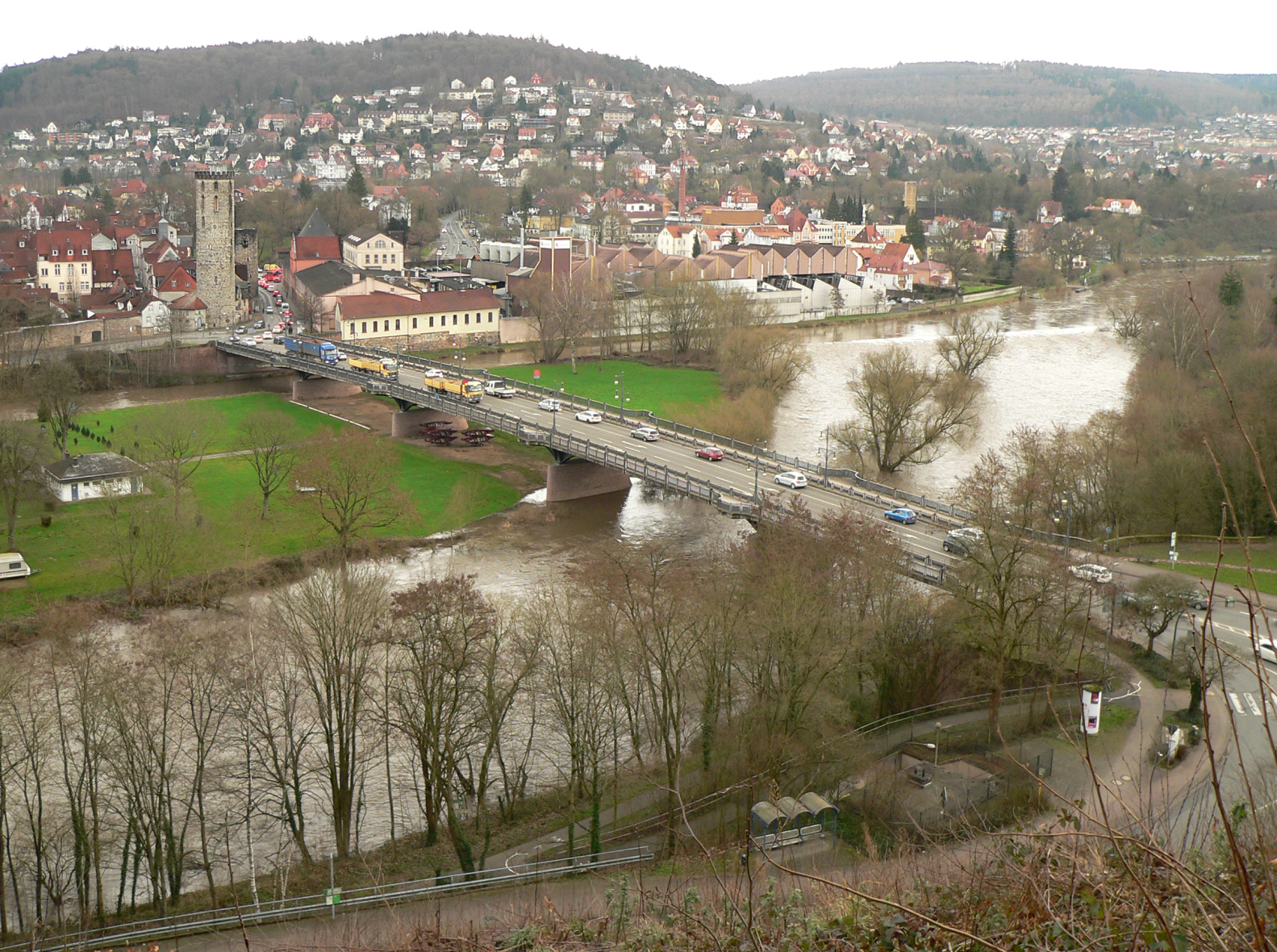
Blick aus Richtung Tillyschanze auf die Pionierbrücke

Die Pionierbrücke  ist eine 192,8 m lange Brücke über die Fulda und den Tanzwerder in Hann. Münden in Südniedersachsen. Sie verbindet den Stadtteil Neumünden mit der Innenstadt. Das heutige Aussehen beruht auf einem Umbau von 1993. Nach Vorläuferbauwerken von 1882, 1934 und 1946 ist dies die vierte Brücke an dieser Stelle. Auf der Brücke verläuft die Bundesstraße 496, die auf die das Westende der Brücke passierende Bundesstraße 3 (Kassel–Hann. Münden–Göttingen) trifft. Über die Pionierbrücke führt eine Nebenweg-Etappe des Märchenlandweges.

## Geschichte
Vor dem Brückenbau verband eine Fähre die Altstadt von Hann. Münden mit dem gegenüberliegenden Ufer der Fulda. Fundamentreste des 9 × 4 Meter großen Hauses des Fährmanns wurden 1953 in einem Gartengrundstück freigelegt. Etwa an der Stelle der Fährverbindung wurde von 1879 bis 1882 für 390.000 Goldmark die erste Fuldabrücke errichtet. Erst dadurch entwickelte sich auf dem westlichen Fuldaufer eine Bebauung. Es entstanden Wohnhäuser, der 1882 angelegte Städtische Friedhof Neumünden und die 1901 eingeweihte Kurhessen-Kaserne. Die Benennung als Pionierbrücke ist auf die Garnison der Stadt zurückzuführen, die Pioniere der 1901 errichteten Kaserne bildeten. Die 1882 fertiggestellte, erste Brücke war 198 Meter lang und 8 Meter breit. Sie ruhte auf 8 Pfeilern aus rotem Sandstein. Wegen der ungeahnten Zunahme des Straßenverkehrs wurde 1935 für 2 Millionen Reichsmark eine neue Fuldabrücke errichtet. Sie stand direkt neben der alten, später abgerissenen Brücke. Die neue Brücke fiel mit einer Durchfahrtshöhe für Schiffe von 4,6 Meter niedriger aus. Kurz vor dem Einrücken US-amerikanischer Militäreinheiten gegen Ende des Zweiten Weltkriegs, sprengten deutsche Truppen die Pionierbrücke. Nach dem Krieg wurde sie 1946 wieder aufgebaut.
Die heutige gevoutete Balkenbrücke ist ein Neubau von 1990 bis 1993, der die vorherige Brücke ersetzte. Sie ist 192,8 m lang und 18 m breit. Ihre Feldweiten betragen 33,5 m, 40 m, 45 m, 40 m und 33,5 m. Die Brückenfläche ist 3533 m² groß.

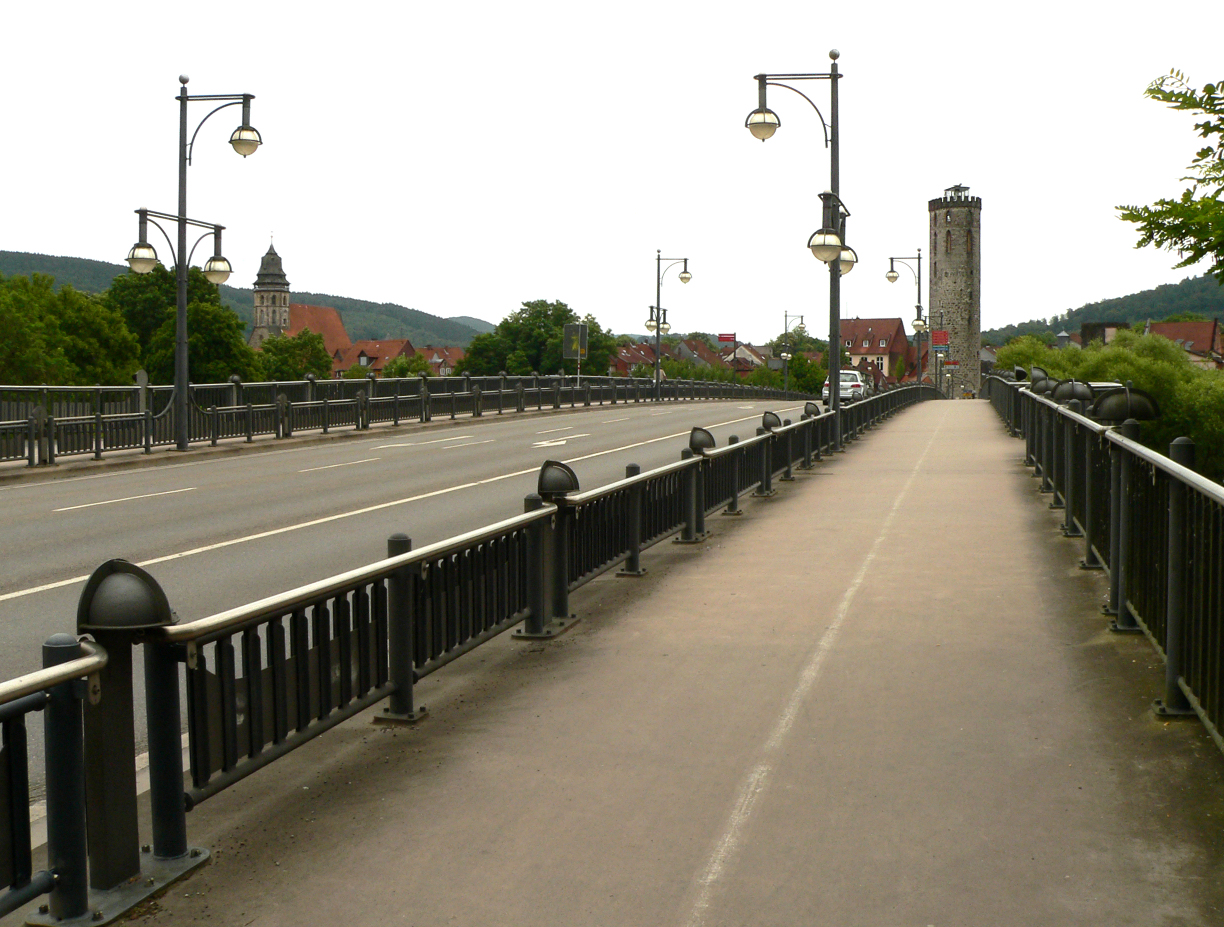
Blick über die Brücke in Richtung Innenstadt und Fährenpfortenturm
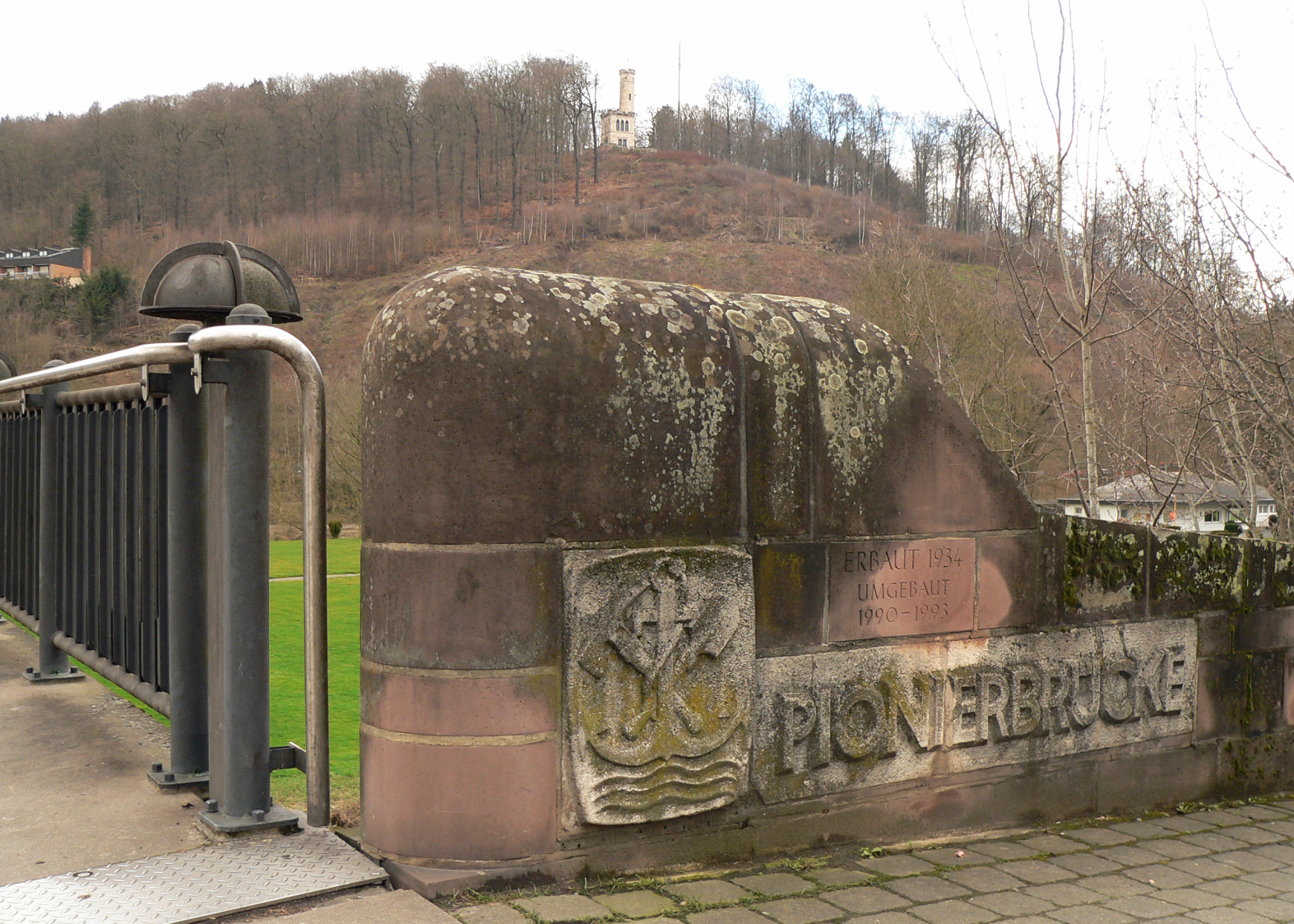
Inschrift an der Brücke, im Hintergrund die Tillyschanze
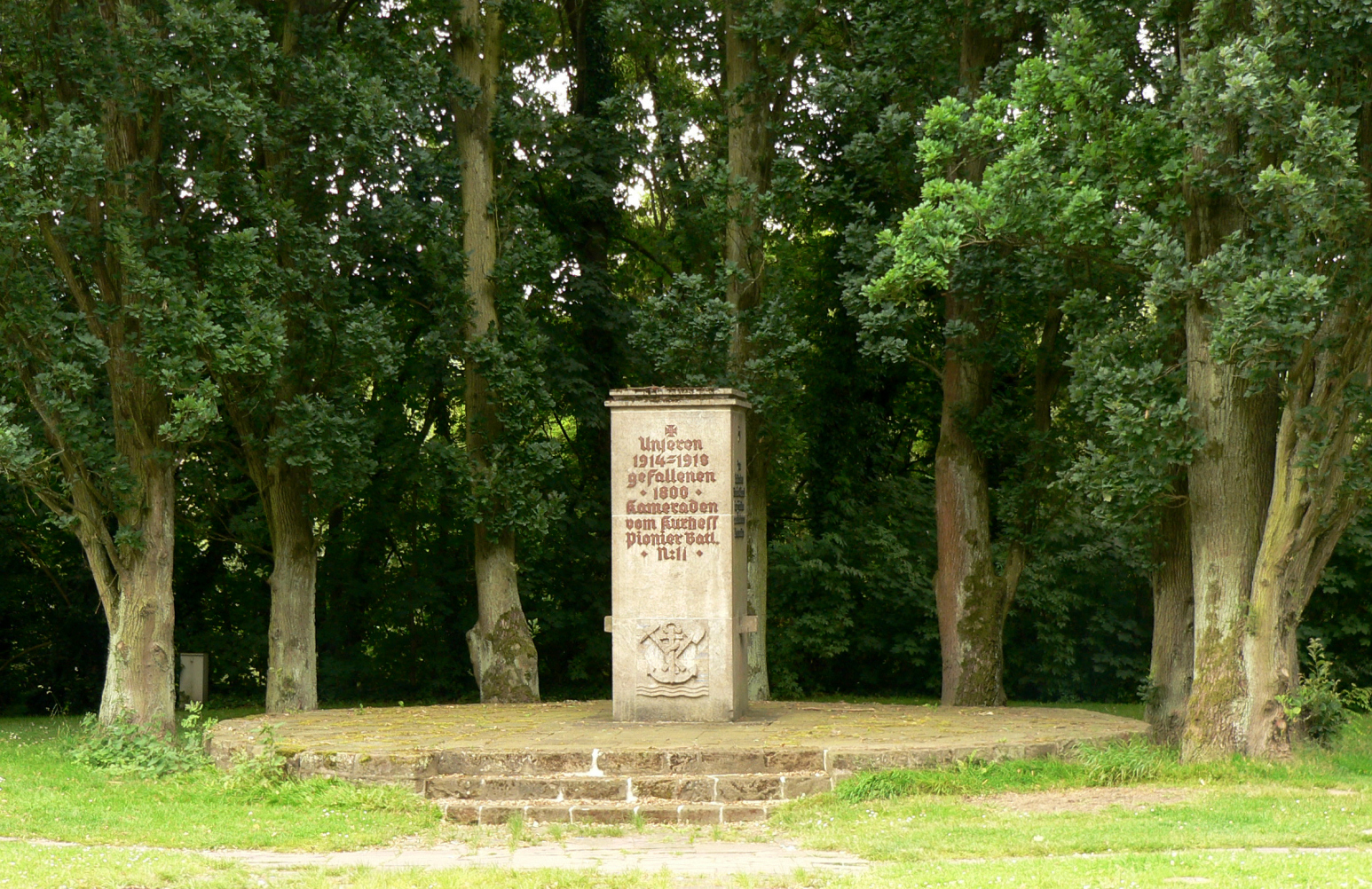
Pionierdenkmal neben der Brücke auf dem westlichen Fuldaufer